# Rain Veideman
Rain Veideman, né le 1er octobre 1991, dans la Commune d'Haljala, en Estonie, est un joueur estonien de basket-ball. Il évolue au poste d'arrière.

## Biographie
En juillet 2011, Veideman joue avec l'équipe nationale d'Estonie au Championnat d'Europe des 20 ans et moins (division B). Veideman fait partie de l'équipe-type avec le MVP géorgien Tornike Shengelia, le Belge Dennis Donkor, le Bosnien Miralem Halilović et le Tchèque Ondřej Balvín.

## Palmarès
- Champion d'Estonie 2014